# E848
La ruta europea E848 és una carretera que forma part de la Xarxa de carreteres europees. Comença a Lamezia Terme (Itàlia) i finalitza a Catanzaro (Itàlia). Té una longitud de 40 km. Té una orientació d'oest a est.